# كاستلبونو
كاستلبونو (بالإيطالية: Castelbuono)‏ هي بلدية في مقاطعة باليرمو في صقلية الإيطالية.

## السكان
في سنة 1861 بلغ عدد السكان 7٬965 نسمة، وتطور العدد ليصل في سنة 2011 لـ 9٬161 نسمة.
يظهر هذا المخطط البياني تطور النمو السكاني لـ كاستلبونو

## توأمة
لكاستلبونو اتفاقيات توأمة مع:
- سينايا

## أعلام
- كارميلو أبيت